# Наталі (Вірджинія)
Наталі (англ. Nathalie) — переписна місцевість (CDP) в США, в окрузі Галіфакс штату Вірджинія. Населення — 173 особи (2020).
Свою назву місцевість отримала 1890 чи 1891 року, на честь Наталі Оуті (англ. Natalie, не Nathalie) — дочки місіс Ребекки Вімбиш — важливої місцевої землевласниці. До того часу село в цій місцевості вважалося частиною плантації Натаніеля Барксдейла. 1773 року тут з'явилася церква (перша Церква баптистів народу катоба), а 1828 — поштове відділення. Це поштове відділення діє й до сьогодні, із ZIP-кодом 24577.
Кларктон-Бридж 2006 року потрапив до Національного реєстру історичних місць.

## Географія
Наталі розташоване за координатами 36°56′38″ пн. ш. 78°56′14″ зх. д. / 36.94389° пн. ш. 78.93722° зх. д. (36.943769, -78.937295), на висоті 169 метрів над рівнем моря, вздовж 603-ї магістралі штату, на північ від містечка Галіфакс, окружного центру округу.  За даними Бюро перепису населення США в 2010 році переписна місцевість мала площу 7,77 км², з яких 7,71 км² — суходіл та 0,06 км² — водойми.

## Демографія
Згідно з переписом 2010 року, у переписній місцевості мешкали 183 особи в 71 домогосподарстві у складі 50 родин. Густота населення становила 24 особи/км².  Було 93 помешкання (12/км²).
Расовий склад населення:
| - 55,2 % — чорних або афроамериканців - 42,1 % — білих - 1,1 % — корінних американців - 1,6 % — осіб інших рас |

До двох чи більше рас належало 0,0 %. Частка іспаномовних становила 2,2 % від усіх жителів.
За віковим діапазоном населення розподілялося таким чином: 24,6 % — особи молодші 18 років, 54,1 % — особи у віці 18—64 років, 21,3 % — особи у віці 65 років та старші. Медіана віку мешканця становила 40,8 року. На 100 осіб жіночої статі у переписній місцевості припадало 90,6 чоловіків;  на 100 жінок у віці від 18 років та старших — 94,4 чоловіків також старших 18 років.
За межею бідності перебувало 54,8 % осіб, у тому числі 100,0 % дітей у віці до 18 років та 0,0 % осіб у віці 65 років та старших.
Цивільне працевлаштоване населення становило 62 особи. Основні галузі зайнятості: транспорт — 58,1 %, освіта, охорона здоров'я та соціальна допомога — 41,9 %.